# TVプレイバック
『TVプレイバック』（テレビプレイバック）は、フジテレビ系列局ほかで放送されていたクイズ番組である。フジテレビと千代田企画の共同制作。フジテレビ系列局では1985年10月6日から1989年5月21日まで、毎週日曜 22:00 - 22:30 （日本標準時）に放送。

## 概要
萩本欽一が司会を、松田朋恵がアシスタントを務めていたクイズ番組。萩本は1985年4月から半年間、『欽ちゃんの仮装大賞』（日本テレビ）を除いて休養していたが、本番組でレギュラー番組への出演を再開した。
番組タイトルの「プレイバック」が示す通り、当初は過去の世相や思い出を題材にしたクイズや、解答者が直前に観た映像の記憶をたどるクイズなどを出題していたが、後期にはプレイバックという言葉からはかけ離れたクイズも多くなっていった。
番組には、ザ・ドリフターズのメンバーが2週間毎に1名ずつ出演した。萩本とドリフターズの共演は、かつて土曜20時台に『欽ちゃんのドンとやってみよう!』（フジテレビ）と『8時だョ!全員集合』（TBS）で激しい視聴率争いを繰り広げたライバル同士の共演として注目された。この共演は萩本自ら望んでいたもので、ちょうど本番組がスタートするタイミングが『8時だョ!全員集合』が終了するのと同じになったことから、これに合わせるようにドリフ側に出演交渉を行って承諾を得たものだった。レギュラー解答者の石田純一と向井亜紀は本番組で知名度が上がり、特に石田は1988年頃からトレンディドラマで売れっ子になったこともあり、観客からの歓声を誘った。
萩本自身からの降板の申し出もあり、1989年5月21日放送分をもって終了し、3年7カ月間の放送に幕を閉じた。後番組には、萩本の後輩である関根勤が司会を務めるクイズ番組『クイズ!早くイッてよ』が放送された。

## 出演者

### 司会
- 萩本欽一 - 立ち位置はステージ正面奥の下手側。司会台が用意されていたがほとんど用いず、ステージを移動しながら進行した（この形式は後々のクイズ番組に影響を与える）。司会者としては珍しくハンドマイクを所持しながら進行した。

### アシスタント
- 松田朋恵（当時フジテレビアナウンサー） - 立ち位置はステージ正面奥の上手側。司会台を用いて進行した。最終回はゲスト解答者に座り、アシスタントを西山浩司が担当した。ただし、ハンドマイクを所持したのはオープニングとエンディングのみで、それ以外は司会台についた。

### レギュラー解答者
- 石田純一 - 座席はステージ下手側の手前。
- 向井亜紀 - 座席はステージ上手側の手前。

### ゲスト解答者
- ザ・ドリフターズ - メンバーのいずれか1人が2週ごとに交代出演する方式で、出演サイクルは志村けん → 仲本工事 → 加藤茶 → 高木ブー → いかりや長介という順だった。座席はステージ上手側の奥。
- さらに、各回のゲスト解答者が出演した。座席はステージ下手側の奥。

## クイズ内容
クイズの内容は放送時期によって異なり、前期には毎回3コーナー、後期には4コーナーで構成されていた。以下、主なクイズの内容について説明する。

### キミ!その時何してた?→キミ!おぼえてる?あの日の事…→キミ!どれに賭ける?
- いずれもオープニングの3択クイズだが、「キミ!おぼえてる?-」以前と「キミ!どれに-」とは、問題の内容に違いがある。
- 「おぼえてる?-」以前は、昔の出来事にちなんだ通常の3択クイズ。一方「どれに-」は、3択ではあるが、選択肢がAから一つずつ順に示され、解答者の選択権は1回しか与えられずその時点での判断が求められる。例えばAが示された時点で正解と選択した人は、後からB・Cの選択肢を見て変更したいと思っても、変更は認められない。また、Bの選択肢が出た後にAを選ぶといった、遡っての選択もできない。

### ファーストチャンス!
- 「キミ!」シリーズに代わるオープニングクイズ。
- コーナー初期は、挙手形式のクイズだった。
- 後期は、ゲストが自ら考えた、ゲストに関する3択クイズを出題し、他の3名が答える。
  - 得点は、正解者とゲストで6点を山分けする。正解者なしの場合はゲストが6点を総取りし、全員正解の場合は正解者に2点ずつ、ゲストは0点となる。

### よ〜く見てみよう→Oh!シネマ
- 映画のワンシーンを観た後、問題に答える。2問出題。
- 「よ〜く見てみよう」時代は、今観た映像に関する記憶力を試す内容の問題が出されていたが、「Oh!シネマ」では、記憶力テスト的な問題は減り、映像の続きの展開を予想する問題なども出題された。

### HiHi（ハイハイ）ポイント
- 「Oh!シネマ」に代わって、番組終了まで行われたコーナー。
- 簡単な問題が出され、正解が分かった者は「ハイ!」と挙手をして、萩本の指名の後に答える。正解者は1点獲得。ただし、クイズとしては正解だが、萩本のツッコミに的を射た返答ができなかった、答えがつかえた、元気がなかった、などの理由で無得点ということもしばしばあった。
- 一問多答問題や早口言葉の問題、大喜利のような問題もあり、これらの問題では全員に解答のチャンスを与えられ、複数の正解者が出る場合もあった。
- 特に一問多答問題は「 - を五つ言ってください」という形で毎回必ず1問出題された。テンポよく続けて五つ言えずに詰まってしまうと正解にならないため、あわてて言おうとしたがゆえの珍答も多数出た。（例: 握りずしのネタ→なす、落とすと割れるもの→にんじん）
  - なお、解答者には手元に紙と鉛筆が用意されていて、メモを取ることも可能ではあるが、当然見ずに答えなくてはならない。加藤茶がメモを見ながら解答することがあったため、解答する際には向井が手でメモを押さえ、見られなくすることも時折あった。

### ババぬきショック!
- あらかじめ観客にアンケートをとり（例題・「女が嫌がる男のしぐさ」）、その回答の上位10項目が発表される。回答は、セット正面のボードに10枚の電灯パネルとして表示される。ただし、それぞれが何位かは知らされず、1位と2位の回答は「ババ」と称される。
- 解答者は交代で、ババではない回答を一つずつ当てていく。セーフなら1音のチャイム音が流れ、該当のパネルが消灯するが、ババを引くと大きな爆発音が鳴り、葬送行進曲の電子音イントロが流れてスタジオが一時真っ暗になる。また、ボード上ではババだった回答のパネルが赤く点滅する。
- 1位は「大ババ」で3点減点、2位は「小ババ」で2点減点。二つともババが引かれるか、ババの回答だけ残るまで続く。
  - 2周回ってババとセーフが残った場合は、最も点数が高いレギュラー解答者が回答を選ぶ。また、同点の場合は、萩本が独断で選ぶ解答者を決める。大抵は、前回点数が多かった解答者が選ばれていた。
- コーナー開始当初はババは一つだけで、問題も観客アンケートに基づくものではなかった。
- ババが二つになってからは、最初のババが出たときはその個所のパネルが赤く点滅した後に×型のプラカードを付けていた。二つともババが出たときは最初に出たババとともに赤く点滅し、次のコーナーに入るまで点滅した状態になっていた。

### ヒットソングクイズ
- 番組の最終コーナーとして、番組開始から1年にわたり続いた。
- ある楽曲にちなんだ○×クイズが2問出題される。1問目はゲストの思い出の曲にちなんだ問題、2問目は番組が提示した曲の問題が出された。

### ラストチャンス!
- ヒットソングクイズに代わる最終コーナー。
- 初期は2問出題のコーナーで、1問目は一つの問題に対し、10個の答えが画面に映し出され、その中から正解を選ぶ形式で行われた。2問目は挙手形式のクイズ。
  - 後に1問目は「1/10（10分の1）チョイス」というタイトルで、独立したコーナーとなるが、ある回から正解を当ててはいけないクイズ内容に変わり、後の「ババぬきショック!」につながっていく。
  - 2問目は後の「HiHiポイント」にも共通した部分もあるが、問題の難易度はこちらの方が上だった。この形式は、初期の「ファーストチャンス!」に踏襲される。
- 後期は、普段使う言葉や物の語源を問う3択クイズが1問出題された。全員が答えを出した後、自分の答えを変えてもよい。正解者は3点獲得。

## トップ賞
全ての問題の出題後、得点の一番高い解答者がトップ賞となり、エンディングにて賞品が贈られる。得点のルールについては、次節も参照のこと。
- 複数人が最高得点で並んだ場合は、同点決勝として即興でもう1問出題され、正解者がトップ賞となる。なお、レギュラー解答者がゲストにトップ賞を譲るケースや、ジャンケンでトップ賞を決めるケースもあった。
- 賞品は、「大きなつづら」および「小さなつづら」と称された、大きさの異なる二つの箱が用意される。トップ賞の解答者は、中身を見ないでどちらかを選ぶ。
- 片方は豪華賞品、もう片方はそれよりもやや安価な賞品（極端に安価なものは入っておらず、複数人で分配できるものが多かった）で、解答者に選ばれなかった賞品は観客に抽選でプレゼントされる。

## 得点
各解答者席の背後に設置された得点パネルは、当番組の開始半年前に終了したフジテレビのクイズ番組『小川宏のなんでもカンでも!』で使われていたものを流用しており、縦・横3個ずつに配置された計9個の正方形の電灯パネルが得点の分だけ点灯する仕組みだった。このパネルでは9点までしか表示できないため、得点のルールに関して以下の変遷があった。
- 放送開始当初は、9点が満点として扱われ、それ以上の得点を獲得しても無効となった。そのため、同時に何人もが9点で並んだこともあった。
- 放送中期は、得点が9点を超えるとそれまでの得点がすべて没収されてしまい、1点から出直しとなるルールが採用された。すなわち、10点獲得は1点、11点獲得は2点の扱いになった。得点が没収される理由は、萩本曰く「一旦消さないと得点を入れられない」とのことであった。
- 放送末期は、得点の没収ルールは廃止され、得点が9点を超えた際には10点を表すオブジェが解答者席の上に置かれることになった。得点パネルは得点の一の位に応じて表示された。

上記のほか、「HiHiポイント」のように萩本の裁量で得点が上下する場合もあり、当番組の得点の扱いはユニークなものであった。
- イタリアの映画の問題で、「急げ!」という言葉が「大根おろし」に聞こえると石田が発言し、石田がボーナス点を貰ったことがあった。

## ネット局
| 放送対象地域   | 放送局                | 系列                                            | 放送日時                                | 放送体制                | 備考                        |
| -------------- | --------------------- | ----------------------------------------------- | --------------------------------------- | ----------------------- | --------------------------- |
| 関東広域圏     | フジテレビ（CX）      | フジテレビ系列                                  | 日曜 22:00 - 22:30                      | 同時ネット              | 制作局                      |
| 北海道         | 北海道文化放送（UHB） | フジテレビ系列                                  | 日曜 22:00 - 22:30                      | 同時ネット              |                             |
| 宮城県         | 仙台放送（OX）        | フジテレビ系列                                  | 日曜 22:00 - 22:30                      | 同時ネット              |                             |
| 秋田県         | 秋田テレビ（AKT）     | フジテレビ系列・テレビ朝日系列 ↓ フジテレビ系列 | 月曜 22:00 - 22:30 ↓ 日曜 22:00 - 22:30 | 遅れネット ↓ 同時ネット | 1987年4月にフルネット化     |
| 福島県         | 福島テレビ（FTV）     | フジテレビ系列                                  | 日曜 22:00 - 22:30                      | 同時ネット              |                             |
| 新潟県         | 新潟総合テレビ（NST） | フジテレビ系列                                  | 日曜 22:00 - 22:30                      | 同時ネット              |                             |
| 長野県         | 長野放送（NBS）       | フジテレビ系列                                  | 日曜 22:00 - 22:30                      | 同時ネット              |                             |
| 静岡県         | テレビ静岡（SUT）     | フジテレビ系列                                  | 日曜 22:00 - 22:30                      | 同時ネット              |                             |
| 富山県         | 富山テレビ（T34）     | フジテレビ系列                                  | 日曜 22:00 - 22:30                      | 同時ネット              |                             |
| 石川県         | 石川テレビ（ITC）     | フジテレビ系列                                  | 日曜 22:00 - 22:30                      | 同時ネット              |                             |
| 福井県         | 福井テレビ（FTB）     | フジテレビ系列                                  | 日曜 22:00 - 22:30                      | 同時ネット              |                             |
| 中京広域圏     | 東海テレビ（THK）     | フジテレビ系列                                  | 日曜 22:00 - 22:30                      | 同時ネット              |                             |
| 関西広域圏     | 関西テレビ（KTV）     | フジテレビ系列                                  | 日曜 22:00 - 22:30                      | 同時ネット              |                             |
| 島根県・鳥取県 | 山陰中央テレビ（TSK） | フジテレビ系列                                  | 日曜 22:00 - 22:30                      | 同時ネット              |                             |
| 岡山県・香川県 | 岡山放送（OHK）       | フジテレビ系列                                  | 日曜 22:00 - 22:30                      | 同時ネット              |                             |
| 広島県         | テレビ新広島（TSS）   | フジテレビ系列                                  | 日曜 22:00 - 22:30                      | 同時ネット              |                             |
| 愛媛県         | テレビ愛媛（EBC）     | フジテレビ系列                                  | 日曜 22:00 - 22:30                      | 同時ネット              |                             |
| 福岡県         | テレビ西日本（TNC）   | フジテレビ系列                                  | 日曜 22:00 - 22:30                      | 同時ネット              |                             |
| 佐賀県         | サガテレビ（STS）     | フジテレビ系列                                  | 日曜 22:00 - 22:30                      | 同時ネット              |                             |
| 鹿児島県       | 鹿児島テレビ（KTS）   | フジテレビ系列・日本テレビ系列                  | 日曜 22:00 - 22:30                      | 同時ネット              |                             |
| 沖縄県         | 沖縄テレビ（OTV）     | フジテレビ系列                                  | 日曜 22:00 - 22:30                      | 同時ネット              |                             |
| 山形県         | 山形テレビ（YTS）     | フジテレビ系列                                  | 月曜 19:00 - 19:30                      | 遅れネット              | 途中打ち切り                |
| 山口県         | テレビ山口（TYS）     | フジテレビ系列・TBS系列                         | 日曜 22:30 - 23:00                      | 遅れネット              | 途中打ち切り                |
| 長崎県         | テレビ長崎（KTN）     | フジテレビ系列・日本テレビ系列                  | 月曜 19:30 - 20:00                      | 遅れネット              |                             |
| 熊本県         | テレビ熊本（TKU）     | フジテレビ系列・テレビ朝日系列                  | 日曜午後                                | 遅れネット              |                             |
| 大分県         | テレビ大分（TOS）     | フジテレビ系列・日本テレビ系列・テレビ朝日系列  | 日曜 22:30 - 23:00                      | 遅れネット              |                             |
| 宮崎県         | テレビ宮崎（UMK）     | フジテレビ系列・日本テレビ系列・テレビ朝日系列  | 日曜 22:30 - 23:00 ↓ 月曜 19:00 - 19:30 | 遅れネット              |                             |
| 青森県         | 青森テレビ（ATV）     | TBS系列                                         | 日曜 17:00 - 17:30                      | 遅れネット              |                             |
| 岩手県         | テレビ岩手（TVI）     | 日本テレビ系列                                  | 日曜 22:30 - 23:00                      | 遅れネット              | 1986年9月28日で途中打ち切り |
| 徳島県         | 四国放送（JRT）       | 日本テレビ系列                                  | 月曜 19:00 - 19:30 ↓ 日曜 12:00 - 12:30 | 遅れネット              |                             |
| 高知県         | 高知放送（RKC）       | 日本テレビ系列                                  | 土曜 23:00 - 23:30                      | 遅れネット              |                             |

### ネット局に関して
- 前番組からの継続で、系列外の青森テレビ（ATV）、テレビ岩手（TVI）、四国放送（JRT）、高知放送（RKC）でも時差ネットで放送されていた。ただし、テレビ岩手では放送開始1年で打ち切りとなったため、岩手県での当放送枠ネット再開は次番組『クイズ!早くイッてよ』が放送中だった1991年の岩手めんこいテレビ開局まで待つことになる。
- 番組開始時にはフジテレビ系とテレビ朝日系のクロスネット局だった秋田テレビ（AKT）では、同時間帯で『特捜最前線』（テレビ朝日）の時差ネットが行われていたため、本番組は月曜22時00分から放送されていたが、ANN離脱後の1987年4月からはフジテレビとの同時ネットで放送されるようになった。
- 当時FNSに加盟していた山形テレビ（YTS）とテレビ山口（TYS）でも時差ネットで放送されていたが、いずれも途中で打ち切られた。
- 当時九州地区にあった日本テレビ系とフジテレビ系のクロスネット局のうち、この番組を同時ネットしていたのは鹿児島テレビ（KTS）だけである。テレビ長崎（KTN）では月曜19時30分から、テレビ大分（TOS）では日曜22時30分から、テレビ宮崎（UMK）では日曜22時30分から、その後月曜19時00分から放送されていた。
- 当時フジテレビ系とテレビ朝日系のクロスネット局だったテレビ熊本（TKU）も、同時間帯で『日曜洋画劇場』（テレビ朝日）の同時ネットが行われていたため、日曜午後に放送されていた。

## スタッフ
- 企画：小牧次郎
- 構成：河野洋・飯田まち子
- 音楽：平岩嘉信
- 技術：鈴木孝
- カメラ：伊藤均
- 映像：水脇学
- 音声：中村正己
- 照明：豊沢勝美
- VTR：西原豪
- 編集：水村磨
- 音響効果：小堀叡智
- デザイン：馬場文衛
- 美術進行：大野良昭
- 大道具：大村和夫
- 電飾：石崎定義
- メーク：藤崎洋子
- 写真：櫻井保秋
- TK：山崎朝子
- ディレクター：林良三、鈴木高行、杉本修三
- プロデューサー：常田久仁子
- 協力：千代田ビデオ、浅井企画
- 制作：フジテレビ、千代田企画